# William Temple (religioso)
William Temple (Exeter, 15 de outubro de 1881 - 26 de outubro de 1944) foi um sacerdote anglicano que serviu como Bispo de Manchester, Arcebispo de Iorque e Arcebispo de Cantuária.

## Biografia
Era o segundo filho de Frederick Temple, que foi Arcebispo de Cantuária entre 1896-1902. Desde novo sofreu de gota e catarata, ficando cego do olho direito aos 40 anos.
Temple estudou com bolsa na Rugby School e em 1900 ingressou no Balliol College (Oxford), se tornando depois presidente da Oxford Union, sociedade de debates da universidade. Em 1904, após a sua graduação, tornou-se bolsista na faculdade The Queen's College (Universidade de Oxford), onde passou a ministrar aulas de filosofia até 1910.
Através do Arcebispo Randall Davidson, foi ordenado diácono em 1909 e em 1910 como sacerdote da Igreja Anglicana. De 1910 a 1914, Rev. Temple foi diretor da Repton School e de 1914 a 1917 foi reitor da paróquia St. James's Church, Piccadilly, em Londres. Durante seu ministério paroquial, se dedicou à National Mission of Repentance and Hope e em 1916 assumiu a editoria do jornal Challenge. Se tornou parte fundamental do comitê sobre Igreja e Estado, estimulando mudanças na governança da Igreja da Inglaterra, e resultando na promulgação do Projeto de Lei de Habilitação e a criação da Assembleia da Igreja. A atuação do Reverendo Temple elevou sua reputação e o tornou uma das figuras mais influentes da Igreja.
Entre 1908-1924, foi presidente da Workers' Educational Association (Associação Educacional dos Trabalhadores), fundada pelo teólogo e socialista cristão Frederick Denison Maurice. Sendo simpático ao movimento trabalhista, de 1918 a 1925 esteve filiado ao Partido Trabalhista.

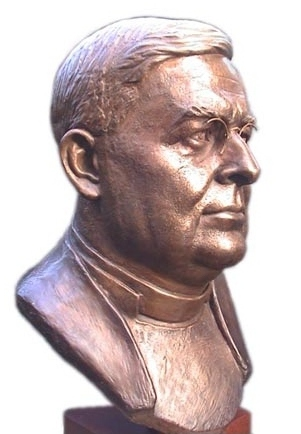
Busto do Arcebispo William Temple

Em 1916, Temple se casou com Frances Gertrude Acland Anson (1890–1984). De constante atividade intelectual, completou seu maior trabalho filosófico, Mens Creatrix, na noite anterior a seu casamento.
Em junho de 1919, foi nomeado como cônego da Abadia de Westminster. Permaneceu pouco tempo nessa posição, sendo nomeado no final de 1920 como Bispo de Manchester. Nesse cargo, participou ativamente da promoção de medidas de melhoria social dos trabalhadores e para estreitar os laços com outras igrejas cristãs.
Tendo se tornado um Lorde Espiritual, foi apresentado à Câmara dos Lordes como Bispo de Manchester em 8 de julho de 1925 e fez seu discurso inaugural duas semanas depois, durante um debate sobre melhorias na moradia para as classes trabalhadoras. Até sua morte, influenciou o debate nacional, tendo seus discursos e escritos referenciados por membros de ambas as Casas durante debates sobre assuntos estrangeiros, econômicos e de emprego.
Apesar de ser socialista, foi nomeado pelo governo conservador como Arcebispo de York, tomando posse na Diocese de Iorque em 1929.
Temple também foi reconhecido como uma importante liderança do movimento ecumênico. Foi presidente de uma conferência internacional e interdenominacional sobre Política, Economia e Cidadania Cristã (Conference on Christian Politics, Economics, and Citizenship, 1924), delegado anglicano na conferência ecumênica Fé e Ordem em Lausanne (1927) e presidente da Conferência Fé e Ordem realizada em Edimburgo (1937). Suas iniciativas ecumênicas ajudaram na formação do Conselho Britânico de Igrejas e do Conselho Mundial de Igrejas. Sua influência dentro e fora do Parlamento levou várias igrejas do país a apoiar a Lei de Educação (Education Act) de 1944.
A posição teológica de Temple foi descrita como um Idealismo Hegeliano, afirmando vínculos entre igreja e estado e, portanto, tornando apropriado que pronunciamentos cristãos sejam feitos sobre problemas sociais e políticas econômicas. Em 1942, publicou Christianity and Social Order, na qual estabeleceu uma teologia social anglicana e uma visão do que constituiria uma sociedade justa no pós-guerra.
Em 23 de abril de 1942, dia de São Jorge, foi entronizado como Arcebispo da Cantuária.
Durante a Segunda Guerra Mundial, apoiou os esforços de guerra para combater as atrocidades de Hitler. Apoiou publicamente o povo judeu e cofundou o Council of Christians and Jews (CCJ), em apoio ao diálogo interreligioso.
Arcebispo Temple faleceu em Westgate-on-Sea, Kent, aos 63 anos, e foi o último Arcebispo da Cantuária a morrer enquanto estava no cargo, além de também ser o primeiro cremado. Suas cinzas foram enterradas na Catedral da Cantuária, próximo ao túmulo de seu pai. É homenageado no calendário litúrgico da Igreja da Inglaterra e outras igrejas da Comunhão Anglicana em 6 de novembro.

## Obras
- The Faith and Modern Thought (1910)
- The Nature of Personality (1911)
- The Kingdom of God (1914)
- Studies In The Spirit And Truth Of Christianity: Being University And School Sermons (1914)
- Church and Nation (1915)
- Mens Creatrix (1917)
- Fellowship with God (1920)
- Life of Bishop Percival (1921)
- Plato and Christianity, three lectures (1916)
- Personal Religion and the Life of Fellowship (1926),
- Christus Veritas (1924)
- Christianity and the State (1928)
- Christian Faith and life (1931).
- Nature, Man and God Gifford Lectures (1934)
- Men Without Work (1938)
- Readings in St John's Gospel (1939/1940. Complete edition 1945.)
- Christianity and Social Order (1942)
- The Church Looks Forward (1944).